# 納塔利婭·埃斯蒂米洛娃
納塔利婭·侯賽因諾芙娜·埃斯蒂米洛娃（俄语：Наталья Хусаиновна Эстемирова；1958年2月28日—2009年7月15日)，俄羅斯记者、著名人權活躍人士，她在俄罗斯人权组织“纪念”工作。2009年於車臣與印古什接壤處被鎗殺。

## 生平
埃斯蒂米洛娃出生于俄罗斯南部萨拉托夫，具有俄罗斯和车臣人的血统。她大学毕业后成为一个教师。自1999年第二次车臣战争以来埃斯蒂米洛娃开始搜集侵犯人权的证据。
2004年，埃斯蒂米洛娃获瑞典国会颁发正确生活奖（Right Livelihood Award）。2005年，欧洲人民党的欧洲议会议员向她和谢尔盖·科瓦廖夫授予舒曼勳章（Robert Schuman Medal）。2007年，人权组织——“接触所有战时妇女”（Reach All Women in War）向她颁授安娜波利特科夫斯卡娅奖。
埃斯蒂米洛娃曾与记者安娜·波利特科夫斯卡娅和人权律师斯坦尼斯拉夫·马科洛夫两人一同调查。不过波利特科夫斯卡娅和马科洛夫分别于2006年和2009年被杀害。

## 谋杀
2009年7月15日，埃斯蒂米诺娃在车臣首都格羅茲尼的家门外遭绑架，当时有几个男子强迫她进入一辆车上，她则大声喊叫。当局几个小时后在印古什发现了她的尸体。她的头部和胸部遭到枪击。人权人士把谋杀事件的责任直接指向克林姆林宫支持的车臣总统拉姆赞·卡德罗夫。他们同时也指责普京总理在车臣制造了这种压制气氛。他们说，卡德罗夫痛恨埃斯蒂米诺娃，因为她致力于揭发车臣猖獗的绑架、谋杀以及践踏人权的现象。

## 回应[2]
车臣总统卡德罗夫说，在他的共和国之中，法律和秩序是受到尊敬的。他说，俄罗斯与俄罗斯人民的敌人，引爆了车臣战争，并且正在进行各种破坏活动。卡德罗夫说，他知道埃斯蒂米诺娃在车臣首都格罗兹尼下城被绑架。人权活动人士也提到这点，但补充说，她的尸体是在附近的印古什共和国被发现。他们问，没有官员的掩护，尸体怎么能够在这个动荡地区通过重重检查关卡呢。
俄罗斯总统德米特里·梅德韦杰夫说，埃斯蒂米诺娃的谋杀是一个悲剧，这和她的专业活动有关。他说，像这样的工作在正常的国家都是必须的。他还说，这名被谋杀的记者讲出真相，而且对俄罗斯提出尖锐的评价，是很有用的。梅德韦杰夫强调，即使他们对于当局而言造成麻烦和不方便，但这是人权活动人士的价值。但是他同时认为她的死亡是个挑衅。他认为那些犯下这起罪行的人，经过很准确的计算，给当局带来最原始且最不受欢迎的传播版本。